# Cerkev sv. Vida, Šentvid ob Glini
Cerkev svetega Vida je v Šentvidu ob Glini (nemško Sankt Veit an der Glan) na avstrijskem Koroškem in je posvečena svetemu Vidu, že od 18. stoletja pa tudi sveti Trojici.

## Zgradba

### Zunanjost
Iz dokumentov izhaja, da je nastala leta 1131. Je velika, poznoromanska, v bistvu poznogotska po videzu s stolpom nad korom. Današnji zunanji videz je predvsem posledica obnove po požaru leta 1829, ko so stranske ladje povečali z vgradnjo empor. Glavna ladja je podprta z dvojnimi stopničastimi oporniki, ki potekajo med obokanimi okni empore v obliki pilastrov. Kor, severna stranska ladja in zakristija so tudi delno večkrat podprti z oporniki. Med južno stransko ladjo in korom je bila leta 1400 dograjena zakristija. Stolp nad korom ima kvadratno osnovo in osmerokotni stolp ter je bil med letoma 1884 in 1891 dograjen z neogotskim zvonikom, ki je bil leta 1961 poenostavljeno  obnovljen. Zvon z reliefom, razpelo, sveta Trojica in sveti Vid, Frančišek Asiški so bili dodani leta 1830 in so delo Vinzenta Gollnerja.
Središče velike zahodne fasade z majhno okroglo in enostavno gotsko šiljasto obliko sestavlja bogato okrašen romanski portal, ki je bil v celoti obnovljen med letoma 1891 in 1893, razen timpanona. Nastal je leta 1210, timpanon prikazuje v sredini božje jagnje (Agnus Die) z dvema simboloma evangelistov, levom in orlom. Spodaj je timpanon omejen s frizom s palmeto, zgoraj je napis na obokanem ogrodju: Sta. retro. retro. siste. pedem. mun. latur. inedem. fratris. amicicia. panditur. ista. via. (Stoj, ustavi korak! Če boš v tej hiši žrtvoval, se ti bo odprla ljubezen tvojega brata.) Nad zahodnim portalom je rimski nagrobnik z reliefom doprsja človeka čez lunulo. V južnem portalu je v preklado vdelan poznogotski grobni kamen iz 19. stoletja. Na severozahodnem delu cerkve so našli rimski nagrobnik, na stranskem delu je relief delfina. Na oporniku na severni strani je zazidana majhna poznogotska mrtvaška luč – svetilnik.

### Notranjost
Razmerja triladijske notranjosti so še vedno močno pod vplivom romanske zgradbe, verjetno z ravno streho bazilike. Gotska prenova in razširitve so bile narejene v več korakih. Težke obokane arkade iz romanike so bile v 14. stoletju predeljene s tridelnimi služniki v poznogotski rebrasti obok ladje. Kapiteli služnikov so delno okrašeni z majhnimi glavami. Križna rebra ali zvezdni oboki severne stranske ladje temeljijo na močnih stenskih opornikih. Sklepnik je označen z letnico 1441. Zaradi zakristije je bila apsida na južni stranski ladji odstranjena že pred letom 1406. Leta 1959 so za Florijanovim oltarjem odkrili čašaste kapitele iz 12. stoletja. Pod poznogotsko orgelsko emporo iz leta 1426 se razteza rebrast obok. Ograja orgelske galerije je bila dodana v baroku. S povečanjem po požaru leta 1829 je bil korni obok odprt čez ladjo in močno profiliran z loki skoraj na višini ladje. Proti severni stranski kapeli je lok nekoliko nižji, v južni steni proti zakristiji je preprosta romanska rozeta, bogato profilirana, nastala leta 1500. Poznogotska konzola s tremi grbi in železna vrata so iz prve polovice 16. stoletja. Zakristija ima rebrast obok iz prve polovice 15. stoletja in zunanji izhod z diamantno mrežo, ki verjetno sega v pozno gotiko. Gotska okna kora s krogovičjem so obnovili v 19. stoletju. Leta 1466 je Niclas Gleismüllner dodal stransko kapelo s polkrožno apsido kot nadaljevanje severne stranske ladje. Leta 1752 je bila predelana z baročnimi pilastri in višjim sodčkastim obokom, tako da so lahko postavili večji oltar.
Leta 1959 so bile freske iz leta 1406 na steni južne stranske ladje odstranjene in prenesene na severno steno kora. V različnih delih stene so Mučeništvo svetega Akacija Armenskega in njegovih tovarišev, Kristus z mavrico z dvema Janezoma, Anton Veliki, Marija na prestolu s svetim Volbenkom in nekaj darovalcev.
Freske iz leta 1450 na obokih glavne ladje kažejo cvetlične motive, simbole evangelistov in angele, ki igrajo na glasbila, svetega Modesta, Vida, Marijo Magdaleno in Krescencijo ter nazadnje štiri latinske očete cerkve.

## Oprema

### Glavni oltar
Današnji oltar, ki ga je leta 1752 izdelal Johann Pacher, je stal pred obnovo v ženskem oltarju v severni kapeli. V središču baldahina je Marija z detetom nad klečečima svetnikoma sveto Klaro in Dominikom v rožnem vencu.
Od prvotnega oltarja, ki je bil narejen leta 1769, sta antependij in kip Žalostne Matere v Österreichische Galerie (Avstrijski galeriji).

### Križni oltar
Tudi oltar iz leta 1745 v severni stranski kapeli je naredil Johann Pacher. Blizu pieta klečita sveti Alojzij in sveti Leonard z verigo, zunaj sedita sveti Rupert s sodom soli in sveti Blaž s svečo. V niši je oltarna slika svetega Miklavža, ki kleči s tremi kroglami, ki ga obdajata sveti Ulrih z ribami in Volbenk s sekiro. Nad Miklavžem lebdi golob svetega Duha in Boga očeta. Antependij oltarja sestavlja enkraten nagrobnik z reliefom. Kaže umirajočega Kristusa in družino Pain. Delo je prostorsko razsežno z zelo razgibanim slogom oblačil in ga pripisujejo krogu Loya Heringa. V predeli so prikazane Uboge duše ter reliefi s prizori iz legende svetega Miklavža.

### Florijanov oltar
Oltar v južni stranski ladji je izdelal Johann Pacher in je bil obnovljen po požaru leta 1829. Oltar iz leta 1747 kaže svetega Florijana, goreče mesto Šentvid in je kulturnozgodovinsko zanimiv pogled na župnijsko cerkev in drugi dve, ki sta bili odstranjeni, in nato še nedotaknjeno mestno obzidje. Oltar spremljata kipa dveh svetnikov kuge Boštjana in Roka. Zgornja slika prikazuje svetega Vida z oljnim kotlom in mučeniško palmo, stojita kipa svetnic Barbare in Katarine.

### Prižnica
Prižnica je bila prvotno v samostanski cerkvi in je bila leta 1959 sem prenesena. Je iz leta 1734 in jo pripisujejo Johannu Pacherju. Na prižnici sedijo štirje evangelisti. Polja med njimi so okrašena z ornamentom. V srednjem polju je znamenje IHS. Pilaster z voluto na akustičnem pokrovu nosi krono stoječega kipa Kristusa odrešitelja (Salvator Mundi).

### Nagrobniki
Na zunanji steni cerkve in znotraj so številni nagrobniki, ki so s pokopališča, opuščenega leta 1790.